# Арамкудаш
Арамкудаш (баш. Əрəмҡудаш) — упразднённый хутор в Макаровском районе  Башкирской АССР (ныне Ишимбайский район Республики Башкортостан). Входил в Кулгунинский сельсовет.

## История
Жители д. Кудашево (существовала на территории Ишимбайского района до 1970-х годов) основали хутора Арамкудаш, Мало-Кудаш и сторожку Больше-Кудаш, которые были известны до середины 1950-х годов.
По данным Ишимбайской энциклопедии, основан в 1930-е годы, существовал до 1961 года.

## Географическое положение
Расстояние до:
- районного центра (Петровское): 62 км,
- центра сельсовета (Кулгунино): 19 км,
- ближайшей ж/д станции (Стерлитамак): 88 км

## Население
В 1939 году насчитывалось 12 жителей